# Fonds d'équipement des Nations unies
Le Fonds d’équipement des Nations unies (FENU ou UNCDF pour United Nations Capital Development Fund) contribue à l'accomplissement des objectifs du Millénaire pour le développement dans les pays les moins avancés. Son action est fondée sur des approches innovatrices de gouvernance locale et de microfinance.
Les programmes de microfinance du FENU fournissent aux ménages et entreprises pauvres dans les PMA un meilleur accès à une large gamme de services financiers en favorisant des secteurs financiers accessibles à tous et en apportant des capitaux aux institutions émergentes de microfinance et aux fournisseurs de services financiers.
Le Fonds est dirigé par son secrétaire exécutif Pradeep Kurukulasuriya depuis avril 2024 .

## Histoire
Créé par l'Assemblée générale en 1966 pour promouvoir le développement économique, le FENU a été officiellement établi en tant qu'« organisation autonome au sein des Nations unies » dans le but d'« aider les pays en développement à développer leur économie en complétant les sources existantes d'aide en capital au moyen de dons et de prêts ».
En 1973, le Conseil d'administration a réorienté les activités du FENU vers « en premier lieu les pays les moins avancés parmi les pays en développement » et il a commencé à se concentrer sur les pays les moins avancés du monde en 1974.
Au milieu des années 1990, le FENU a commencé à se concentrer sur le rôle que les gouvernements locaux pouvaient jouer dans la planification, le financement et l'entretien des investissements. 
La promotion d'investissements efficaces dans les infrastructures et la fourniture de services par le biais d'une gestion décentralisée des finances publiques a été le pilier du FENU depuis lors. 
L'autre grand domaine d'expertise du FENU - la microfinance - remonte également au milieu des années 1990, époque à laquelle un grand nombre de ses projets de développement rural comportaient des éléments de crédit. Le FENU héberge par exemple le fonds Unitlife, qui a pour but de réduire la malnutrition chronique chez les femmes enceintes et les jeunes enfants dans le monde grâce à une micro-taxe sur les énergies (gaz, pétrole, minerais).